# Жива бібліотека
Жива бібліотека — це інноваційний, концептуально новий спосіб боротьби зі забобонами та стереотипами, соціально-рольова гра, нова філософська концепція організації бібліотечної справи. Основна родова ознака живої бібліотеки в тому, що роль традиційних носіїв інформації виконують безпосередньо люди. Основна ідея «живої бібліотеки» і її ж принципова відмінність від класичної книгозбірні полягає в тому, що тут книжки як основний елемент бібліотеки, зроблені не з паперу. Роль книжок виконують живі люди які промовляють самі за себе. Розповіді про власний досвід і випадки з життя, у яких «люди-книги» стикалися із найбільш поширеними стигмами, формами сегрегації і упередженнями, які вплинули на їхнє життя — основний інструмент живої бібліотеки.

Основне гасло «живої бібліотеки»:
|  | Не судіть за обкладинкою! |

## Історія виникнення
Ідея живої бібліотеки пов'язана з молодіжною неурядовою ініціативою «Зупини насильство» («Stop the Violence»), Данія. Її членами були молоді люди у віці від 12 до 18 років. Максимальна чисельність їх членів сягнула 7000 чоловік. Молодіжна організація припинила свою діяльність у 2001 році після відзначення 8-річного ювілею. Мета ініціативи — участь молоді в активному запобіганні насильству та суспільним упередженням, подолання расистських проявів і суспільстві. Ідея «живої книги» вперше була реалізована у 2000 році на музичному фестивалі в данському місті Роскілле. Концепція живої бібліотеки розвивалася впродовж кількох наступних років під час проведення інших музичних фестивалів. Вона отримала заохочення та підтримку в рамках програми «Молодь за права людина та соціальну справедливість», яка фінансується Радою Європи. На перших порах таке дійство розглядалося як типова «маленька подія в рамках великої події». Проте, поступово численні організації в Європі та за її межами оцінили та адаптували можливості та перспективи концепції живої бібліотеки. Таким чином, «живі книги» почали промовляти на музичних фестивалях, книжкових ярмарках, у школах, під час різних молодіжних активностей і дедалі більше в класичних бібліотеках. В останні роки практика «живих бібліотек» знайшла своє поширення і в Україні.

В рамках акцій такого формату «книгами» є конкретні люди, стосовно яких суспільство має певні стійкі упередження і навіть стереотипи. Зазвичай у цій ролі виступають представники релігійних чи етнічних спільнот (мусульмани, цигани і т. ін.), сексуальних меншин (геї, лесбійки, бісексуали, трансгендери), люди з обмеженими можливостями різних категорій, колишні засуджені, люди, що живуть закритими групами (приміром, біженці), колишні військовополонені, заручники, прихильники непопулярних і нетрадиційних ідей (приміром, вегетаріанці, анархісти тощо).

Жива бібліотека створює унікальну можливість для отримання інформації з перших вуст, організувати ефективний діалог, а далі сформувати неупереджену власну думку, позбутися незрілих і поверхневих суджень, оцінок та стереотипів що ускладнюють стосунки між людьми.

## Цілі та необхідні умови
Жива бібліотека дає змогу безпосередньо спілкуватися людям, які з різних причин мають мало можливостей для індивідуального спілкування. Цей загальний підхід дає різні можливості для його використання в різних предметних контекстах. Жива бібліотека пропонує спосіб зручного і комфортного ангажування людей різних поглядів, соціальних груп і статусів до особистої і ніким (нічим) не опосередкованої бесіди. Насамперед це стосується підлітків та молоді для подолання боязні контакту з людьми, які відносяться до статистичних меншин у суспільстві. Таким чином, відкрите спілкування з різними людьми у комфортному форматі формує колективну свідомість толерантності, сприяє поширенню антирасистських ідей у суспільстві, руйнує психологію сегрегації окремих суспільних підгруп. Залежно від конкретних цілей і завдань, що ставлять перед собою організатори «живих бібліотек», існує безліч навчальних полів, які можуть покриватися ними. Прагматична ціль «живих бібліотек» — набуття людьми соціальних навичок у спілкуванні з «чужими», скорочення дистанції між людьми на шляху до їх порозуміння.

Жива бібліотека вимагає захищеного простору, що дозволяє без перешкод спілкуватися читачеві з «живою книгою». Обов'язкова умова таких комунікацій — взаємна повага. Забезпечення комфортного і толерантного простору є відповідальним завданням бібліотекарів та інших організаторів «живої бібліотеки».

## Досвід «живих бібліотек» в Нідерландах
У Нідерландах існують два фонди, які організовують живі бібліотеки: організація «Mensenbieb» організовує заходи в різних місцях з 2005 року. З того часу вони організували більше двохсот живих бібліотечних заходів. Крім того, у цій сфері з 2014 року активно працює «Human Library NL». Останній організовує події відповідно до оригінальної концепції із суворими стандартами якості, наприклад, з додатковою увагою до безпеки. Починаючи з 2014 року по всій території Нідерландів відбувалися події, організовані Human Library NL. 29 та 30 квітня 2016 р. у Публічній бібліотеці Амстердама у формі «Фестивалю живих книг» була відзначена десята річниця живої бібліотеки в Нідерландах.